# Yann Goulet
Yann Goulet (auch Yann Renard-Goulet, eigentlich Jean Gustave René; * 20. August 1914 in Saint-Nazaire; † 22. August 1999 in Bray, Irland) war ein bretonischer Nationalist und Bildhauer, der während des Zweiten Weltkriegs mit den deutschen Besatzern zusammenarbeitete.

## Lebenslauf

### Bretonischer Nationalismus und künstlerische Anfänge
Goulet studierte an der École nationale supérieure des beaux-arts in Paris Kunst und Architektur. Bildhauerei studierte er bei Charles Despiau, einem ehemaligen Assistenten von Auguste Rodin. Er erhielt einen ersten Preis in Bildhauerei und einen zweiten Preis in Malerei. Seine Hauptwerke der Vorkriegszeit sind Bas-Reliefs auf der Exposition internationale des Arts Décoratifs et industriels modernes, Paris 1938 und das Monument de la jeunesse de l'empire Français, Lille 1939.
Goulet schloss sich der bretonisch-regionalistischen Künstlervereinigung Seiz Breur an und wurde Mitglied in der Parti national breton, war aber auch zeitweilig Mitglied der sozialistischen Section française de l’Internationale ouvrière (SFIO). Er wurde von den Behörden verdächtigt, als Mitglied der Gwenn ha Du am 18. Dezember 1938 an der Sprengung eines Denkmals in Pontivy beteiligt gewesen zu sein, jedoch ohne Anklage bald wieder freigelassen.

### Zweiter Weltkrieg
1939 wurde Goulet auf Grund seiner politischen Aktivitäten die Ausbildung zum Offizier der Pioniertruppen verwehrt und er wurde stattdessen in die Gegend von Straßburg zu einer Sabotage-Ausbildung geschickt. Er nahm an den deutsch-französischen Kampfhandlungen teil und geriet am 11. Juni 1940 bei der Sprengung einer Brücke über die Aisne in deutsche Kriegsgefangenschaft. Nach Deutschland verlegt, wurde er Leiter des Kriegsgefangenenlagers von Luckenwalde und kehrte im September 1940 mit dem letzten Transport Freigelassener aus der Parti nationaliste breton (PNB) in die Bretagne zurück.
Im Verlauf der folgenden Monate schloss sich Goulet dem Bagadoù Stourm, dem Ordnungsdienst der Parti national breton an und war Mitarbeiter der rechtsgerichteten bretonisch-nationalistischen Zeitschrift L'Heure bretonne. Im Januar 1941 übernahm er die Leitung des Bagadou stourm und der Jugendorganisation der Parti national breton. Goulet strebte, ebenso wie der Parteiführer Raymond Delaporte, die Aufstellung einer unabhängigen bretonischen Armee an, die weder auf die Unterstützung der Deutschen angewiesen sein noch diesen gegenüber Bündnisverpflichtungen haben sollte. Die Beförderung der Offiziere des Bagadou Stourm wurde anlässlich des 25. Jahrestages des irischen Osteraufstandes von 1916 dem Gedenken an Patrick Pearse gewidmet. Überhaupt erinnerte Goulet stets gerne an die irischen Vorbilder des Bagadoù Stourm, insbesondere an die Irish Republican Army (IRA) und stellte die von ihm geleitete Organisation damit bewusst in Gegensatz zum Lu Brezhon unter Führung von Célestin Lainé, mit dem es dann auch im Verlauf des Jahres 1941 zunehmend zu Spannungen kam. Yann Goulet lehnte die pro-deutsche Haltung von Lainé und Olier Mordrel ab und widersetzte sich gemeinsam mit Alan Louarn auch deren Versuch, Mitglieder des Bagadoù Stourm für Lainés Bezen Perrot abzuwerben.
Als Verantwortlicher des Sommerlagers des Bagadoù Stourm im Jahr 1943 wurde er anlässlich von Auseinandersetzungen mit der örtlichen Bevölkerung am 11. August von der französischen Gendarmerie wegen der Gefangennahme eines Polizei-Inspektors festgenommen. Am 13. August wurde er auf Anordnung der deutschen Polizei in Brest wieder auf freien Fuß gesetzt. Am 9. September 1943 wurde er von der französischen Polizei in Rennes erneut festgenommen und inhaftiert. Erst auf Veranlassung der Deutschen wurde er am 30. Oktober 1943 wieder freigelassen.

### Exil in Irland
Nach der Befreiung Frankreichs durch die Alliierten flüchtete Goulet mit seiner Familie in die Republik Irland. Vom Cour de justice in Rennes wurde er 1947 wegen Zusammenarbeit mit dem Feind in Abwesenheit zum Tode verurteilt. Nachdem er 1952 die irische Staatsangehörigkeit angenommen hatte, betätigte er sich als Kunstlehrer und wurde schnell zu einem der bedeutendsten Bildhauer des Landes, der sich insbesondere mit Ereignissen der irisch-republikanischen Geschichte befasste. Einige seiner Werke finden sich an öffentlichen Bauwerken, etwa das Memorial of Custom House in Dublin, das Memorial to the Republican soldiers executed by Free State forces at Ballyseedy in Ballyseedy oder das Republican Memorial in Crossmaglen. Goulet wurde Mitglied der irischen Künstler-Vereinigung Aosdána.
Ende der 1960er Jahre bezeichnete sich Goulet als Führer der Front de libération de la Bretagne (Befreiungsfront der Bretagne) und beanspruchte die Urheberschaft für alle Anschläge, die von dieser Untergrundorganisation begangen wurden. Manche seiner Schüler wollten sogar freiwillig an seiner Seite in der Bretagne kämpfen. Wohlwollende Freunde nannten ihn deswegen jedoch «tonton Yann» (Onkel Yann), eher skeptische dagegen «général micro» (etwa Mini-General). 1969 wurde Goulet Generalsekretär eines Comité National de la Bretagne Libre (CBL). Er hatte jedoch in der im Lauf der 1960er Jahre wieder erstarkenden, politisch eher links orientierten autonomistischen Bewegung der Bretagne wohl keinen wirklichen Einfluss mehr. Bis zuletzt forderte Yann Goulet noch die «nationale Revolution, die 1940 versäumt wurde». Er starb am 22. August 1999.